# Dagestankrieg
Der Dagestankrieg begann am 7. August 1999, als eine Gruppe bewaffneter Tschetschenen, Dagestaner, Araber und weiterer ausländischer Kämpfer unter der Führung von Schamil Bassajew und Ibn al-Chattab aus dem westlich benachbarten Tschetschenien in die russische Teilrepublik Dagestan eindrang. Der Krieg dauerte knapp sechs Wochen, bis Mitte September. Er lieferte, zusammen mit Bombenanschlägen in Moskau und anderen Städten, der russischen Führung den Anlass für den Zweiten Tschetschenienkrieg, der allerdings schon lange zuvor geplant war.

## Kriegsverlauf
Im August und September 1999 führten Schamil Bassajew und der arabischstämmige Ibn al-Chattab zwei Einfälle bewaffneter tschetschenischer und dagestanischer Kämpfer an. Die Angaben über die Zahl der Kämpfer sind unterschiedlich, sie reichen von 400 bis zu 2000. Die meisten Quellen sprechen von 1500 bis 2000 Kämpfern. In der gebirgigen russischen Republik Dagestan hatten zuvor im Untergrund islamistische Fundamentalisten eine Islamische Republik Dagestan proklamiert und Schamil Bassajew zum Anführer auserwählt.
Bis zum 10. August eroberten die Kämpfer Bassajews die Dörfer Ansalta, Rachata und Schadroda und erreichten den Rajonverwaltungssitz Botlich. Allerdings wurden Bassajew und Ibn al-Chattab – entgegen ihren Erwartungen – von der dagestanischen Bevölkerung nicht als „Befreier“ wahrgenommen. Vielmehr sahen die dagestanischen Zivilisten die Angreifer als Eroberer und unwillkommene religiöse Fanatiker an und leisteten Widerstand. Der Angriff wurde gestoppt, das russische Militär setzte schwere Waffen ein, erstmals kam der damals neueste russische Kampfpanzer T-90 zum Einsatz. Die Nachschublinien der Fundamentalisten wurden unterbrochen und durch fernzündbare Minen unpassierbar gemacht. Dies gab den russischen Streitkräften Zeit, sich auf einen Gegenangriff vorzubereiten, der von General Wiktor Kasanzew, dem Kommandierenden des Nordkaukasischen Militärbezirks, geleitet wurde. Bis Mitte September wurden die Kämpfer aus den besetzten Dörfern vertrieben und auf dem Weg zurück nach Tschetschenien aufgerieben.